# Leopoldine Winter
Leopoldine Winter (* 1. Oktober 1854 in Graz; † 12. Februar 1945 in Wien) war eine österreichische Vereinsfunktionärin und Frauenrechtsaktivistin. Sie war die letzte Präsidentin des 1938 zwangsaufgelösten Wiener Frauen-Erwerb-Vereins.

## Leben
Leopoldine Winter war an frauenpolitischen Fragen interessiert und wurde 1884 Vorstandsmitglied des Wiener Frauen-Erwerb-Vereins, den Frauen um Helene von Hornbostel 1866 gegründet hatten. Sie war auch Mitarbeiterin im Verein gewerblicher Frauenschulen in Wien. Im Jahr 1922 übernahm die verwitwete Winter das Amt der Präsidentin des Vereins von Barbara Pacher von Theinburg. Daneben hatte sie auch die Präsidentschaft des Tiroler Hausfrauenvereins inne. Im Jahr 1923 wurde sie Vorsitzende des Verbandes der Schul-Erhalter gewerblicher Frauenberufsschulen Österreichs. Sie gilt als entschiedene Förderin des Mädchen-Bildungswesens, mit Schwerpunkt auf der gewerblichen und hauswirtschaftlichen Ausrichtung.
Am 23. Jänner 1935 beging sie auf der Generalversammlung des Frauen-Erwerb-Vereins ihr 50-jähriges Jubiläum der Mitgliedschaft im Vorstand. Vor einer großen Anzahl an Ehrengästen verlieh ihr Bundespräsident Wilhelm Miklas das Ritterkreuz 1. Klasse des Verdienstordens. – Drei Jahre später lösten die Nationalsozialisten am 17. Mai 1938 den Wiener Frauen-Erwerb-Verein auf.
Dieser Verein war der erste Frauenverein mit wirtschaftlichen Zielsetzungen im Kaisertum Österreich. Ziel des Verein war die Bildungs- und Erwerbsmöglichkeiten von Frauen zu verbessern. Schon 1868 eröffnete der Verein die „Handelsschule 1“ in der Walfischgasse 4. Bis 1872 folgten zehn weitere Schulen mit mehreren Tausend Schülerinnen und bis 1880 hatte der Verein 22 Schulen und Kurse eingerichtet. Der Verein in Wien wurde Vorbild für weitere Gründungen von Frauenerwerbsvereinen in Brünn, Prag, Salzburg, Klagenfurt und anderen Orten.

## Familie
Leopoldine Winters Vater war Oberinspektor der Südbahngesellschaft, ihre Mutter Anna, geborenen Raffelsberger. Sie heiratete den späteren Archivdirektor Gustav Winter (1846–1922), der von 1897 bis 1909 das Haus-, Hof- und Staatsarchiv leitete und Mitglied der Akademie der Wissenschaften in Wien war.